# Achiyahual
Achiyahual är en ort i Mexiko.   Den ligger i kommunen Ilamatlán och delstaten Veracruz, i den sydöstra delen av landet, 160 km norr om huvudstaden Mexico City. Achiyahual ligger 699 meter över havet och antalet invånare är 129.
Terrängen runt Achiyahual är kuperad åt nordost, men åt sydväst är den bergig. Achiyahual ligger nere i en dal. Runt Achiyahual är det ganska glesbefolkat, med 42 invånare per kvadratkilometer. Närmaste större samhälle är Apachitla, 2,0 km nordväst om Achiyahual. I omgivningarna runt Achiyahual växer i huvudsak städsegrön lövskog.